# Vidas pasadas (película)
Vidas pasadas (en inglés: Past Lives) es una película de drama romántico coreana de 2023 escrita y dirigida por Celine Song en su debut como directora. Protagonizada por Greta Lee, Teo Yoo y John Magaro, sigue a dos amigos de la infancia a lo largo de 24 años mientras contemplan la naturaleza de su relación a medida que se separan y viven vidas diferentes. La trama es semiautobiográfica y está inspirada en hechos reales de la vida de Song.
Es una película de amor influenciada por Casablanca, de Michael Curtiz, y Roman Holiday, de William Wyler. Celine Song asegura que Past Lives habita en el mismo eje temático que ambas películas. 
El filme alude al concepto coreano de «In-yun». Este término significa providencia o destino, y hace referencia a la idea de que las personas están conectadas a través de vidas pasadas y que sus encuentros en el presente están predestinados por estas conexiones previas.
Past Lives se estrenó en el Festival de Cine de Sundance el 21 de enero de 2023 y en cines estadounidenses el 2 de junio de 2023. La película recibió reseñas positivas de los críticos, con elogios dirigidos al guion y la dirección de Song, su estilo visual y las actuaciones de Lee, Yoo y Magaro. Fue nombrada una de las diez mejores películas de 2023 por la National Board of Review y el American Film Institute y recibió varios galardones, incluidas cinco nominaciones en la 81.ª edición de los Globos de Oro, incluida Mejor película dramática.

## Reparto
- Greta Lee como Nora Moon-Zaturansky/Nae Young
  - Seung Ah Moon como Nae Young joven
- Teo Yoo como Hae Sung
  - Seung Min Yim como Hae Sung joven
- John Magaro como Arthur Zaturansky
- Ji Hye Yoon como la madre de Nora
- Choi Won-young como el padre de Nora
- Min Young Ahn como la madre de Hae Sung
- Jonica T. Gibbs como Janice
- Emily Cass McDonnell como Rachel
- Federico Rodríguez como Robert
- Kristen Sieh como Heather
- Conrad Schott como Peter

## Producción
En enero de 2020 se anunció que Choi Woo-shik protagonizaría la película, con Celine Song como directora a partir de un guion que ella misma escribió, y con A24 encargada de producir y distribuir junto a Killer Films y CJ ENM. En agosto de 2021, Greta Lee, Teo Yoo y John Magaro se unieron al elenco, con Yoo reemplazando a Woo-sik.

## Estreno

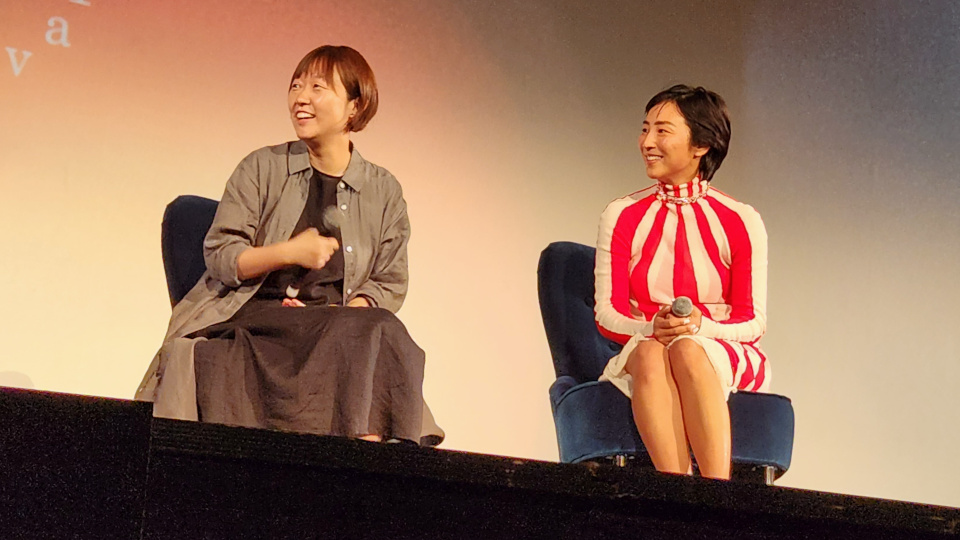
Celine Song y Greta Lee

La película tuvo su estreno mundial en el Festival de Cine de Sundance el 21 de enero de 2023. También fue proyectada en la 73.ª edición del Festival Internacional de Cine de Berlín el 19 de febrero de 2023. Más tarde ese mes, StudioCanal y CJ ENM estuvieron entre los distribuidores que adquirieron los derechos de distribución internacional. Fue estrenada en cines el 2 de junio de 2023.

## Recepción

### Crítica
Past Lives recibió reseñas generalmente positivas de parte de la crítica y de la audiencia. En el sitio web agregador de reseñas Rotten Tomatoes la película posee una aprobación de 96%, basada en 264 reseñas, con una calificación de 9.1/10 y un consenso crítico que dice: "Un debut notable para la guionista y directora Celine Song, Past Lives utiliza los vínculos entre sus personajes centrales esbozados con sensibilidad para respaldar observaciones mordaces sobre la condición humana". De parte de la audiencia tiene una aprobación de 91%, basada en más de 1000 votos, con una calificación de 4.5/5.
El sitio web Metacritic le dio a la película una puntuación de 94 sobre 100, basada en 51 reseñas, indicando "aclamación universal". En el sitio IMDb los usuarios le asignaron una calificación de 8.0/10, sobre la base de más de 49 000 votos, mientras que en la página web FilmAffinity la película tiene una calificación de 7.4/10, basada en 4435 votos.

### Premios y nominaciones
| Premio                                                   | Fecha                    | Categoría                                        | Nominado(a)                                                       | Resultado   | Ref.   |
| -------------------------------------------------------- | ------------------------ | ------------------------------------------------ | ----------------------------------------------------------------- | ----------- | ------ |
| Premios Óscar                                            | 10 de marzo de 2024      | Mejor película                                   | David Hinojosa, Christine Vachon y Pamela Koffler                 | Nominados   | [ 13 ] |
| Premios Óscar                                            | 10 de marzo de 2024      | Mejor guion original                             | Celine Song                                                       | Nominada    | [ 13 ] |
| American Film Institute Awards                           | 7 de diciembre de 2023   | Top 10 Películas del Año                         | Past Lives                                                        | Ganadora    | [ 14 ] |
| Asia Pacific Screen Awards                               | 3 de noviembre de 2023   | Mejor director                                   | Celine Song                                                       | Ganadora    | [ 15 ] |
| Astra Film and Creative Arts Awards                      | 6 de enero de 2024       | Mejor película                                   | Past Lives                                                        | Pendiente   | [ 16 ] |
| Astra Film and Creative Arts Awards                      | 6 de enero de 2024       | Mejor director                                   | Celine Song                                                       | Pendiente   | [ 16 ] |
| Astra Film and Creative Arts Awards                      | 6 de enero de 2024       | Mejor actriz                                     | Greta Lee                                                         | Pendiente   | [ 16 ] |
| Astra Film and Creative Arts Awards                      | 6 de enero de 2024       | Mejor guion original                             | Celine Song                                                       | Pendiente   | [ 16 ] |
| Astra Film and Creative Arts Awards                      | 6 de enero de 2024       | Mejor ópera prima                                | Celine Song                                                       | Pendiente   | [ 16 ] |
| Festival Internacional de Cine de Berlín                 | 25 de febrero de 2023    | Oso de oro                                       | Celine Song                                                       | Nominada    |        |
| Asociación de Críticos de Cine de Boston                 | 10 de diciembre de 2023  | Mejor cineasta revelación                        | Celine Song                                                       | Ganadora    | [ 17 ] |
| Premios del Cine Independiente Británico                 | 3 de diciembre de 2023   | Mejor película extranjera                        | Celine Song, David Hinojosa, Christine Vachon, and Pamela Koffler | Nominados   | [ 18 ] |
| Celebration of Cinema & Television                       | 4 de diciembre de 2023   | Premio a la actriz                               | Greta Lee                                                         | Ganadora    | [ 19 ] |
| Asociación de Críticos de Cine de Chicago                | 12 de diciembre de 2023  | Mejor actor                                      | Teo Yoo                                                           | Nominado    | [ 20 ] |
| Asociación de Críticos de Cine de Chicago                | 12 de diciembre de 2023  | Artista más prometedor                           | Teo Yoo                                                           | Nominado    | [ 20 ] |
| Asociación de Críticos de Cine de Chicago                | 12 de diciembre de 2023  | Mejor guion original                             | Celine Song                                                       | Nominada    | [ 20 ] |
| Asociación de Críticos de Cine de Chicago                | 12 de diciembre de 2023  | Premio Milos Stehlik al cineasta revelación      | Celine Song                                                       | Ganadora    | [ 20 ] |
| Cinema Eye Honors                                        | 12 de enero de 2024      | Premio Heterodox                                 | Past Lives                                                        | Pendiente   | [ 21 ] |
| Premios de la Crítica Cinematográfica                    | 14 de enero de 2024      | Mejor película                                   | Past Lives                                                        | Pendiente   | [ 22 ] |
| Premios de la Crítica Cinematográfica                    | 14 de enero de 2024      | Mejor actriz                                     | Greta Lee                                                         | Pendiente   | [ 22 ] |
| Premios de la Crítica Cinematográfica                    | 14 de enero de 2024      | Mejor guion                                      | Celine Song                                                       | Pendiente   | [ 22 ] |
| Festival de cine estadounidense de Deauville             | 9 de septiembre de 2023  | Grand Special Prize                              | Past Lives                                                        | Pendiente   | [ 23 ] |
| Film Fest Ghent                                          | 21 de octubre de 2023    | Mejor película                                   | Past Lives                                                        | Pendiente   | [ 24 ] |
| Film Fest Ghent                                          | 21 de octubre de 2023    | Mención especial                                 | Greta Lee, Yoo Teo y John Magaro                                  | Ganadores   | [ 25 ] |
| Florida Film Critics Circle Awards                       | 21 de diciembre de 2023  | Mejor película                                   | Past Lives                                                        | Pendiente   | [ 26 ] |
| Florida Film Critics Circle Awards                       | 21 de diciembre de 2023  | Mejor director                                   | Celine Song                                                       | Pendiente   | [ 26 ] |
| Florida Film Critics Circle Awards                       | 21 de diciembre de 2023  | Mejor guion original                             | Celine Song                                                       | Pendiente   | [ 26 ] |
| Florida Film Critics Circle Awards                       | 21 de diciembre de 2023  | Mejor ópera prima                                | Celine Song                                                       | Pendiente   | [ 26 ] |
| Florida Film Critics Circle Awards                       | 21 de diciembre de 2023  | Premio revelación                                | Celine Song                                                       | Pendiente   | [ 26 ] |
| Premios Globo de Oro                                     | 7 de enero de 2024       | Mejor película dramática                         | Past Lives                                                        | Nominada    | [ 27 ] |
| Premios Globo de Oro                                     | 7 de enero de 2024       | Mejor película en lengua no inglesa              | Past Lives                                                        | Nominada    | [ 27 ] |
| Premios Globo de Oro                                     | 7 de enero de 2024       | Mejor director                                   | Celine Song                                                       | Nominada    | [ 27 ] |
| Premios Globo de Oro                                     | 7 de enero de 2024       | Mejor guion                                      | Celine Song                                                       | Nominada    | [ 27 ] |
| Premios Globo de Oro                                     | 7 de enero de 2024       | Mejor actriz - Drama                             | Greta Lee                                                         | Nominada    | [ 27 ] |
| Golden Trailer Awards                                    | 29 de junio de 2023      | Mejor romance                                    | "Fate" (Mark Wollen & Associates)                                 | Ganadores   | [ 28 ] |
| Premios Gotham                                           | 27 de noviembre de 2023  | Mejor película                                   | Past Lives                                                        | Ganadora    | [ 29 ] |
| Premios Gotham                                           | 27 de noviembre de 2023  | Mejor director                                   | Celine Song                                                       | Nominada    | [ 29 ] |
| Premios Gotham                                           | 27 de noviembre de 2023  | Mejor interpretación principal                   | Greta Lee                                                         | Nominada    | [ 29 ] |
| Hollywood Critics Association Midseason Film Awards      | 30 de junio de 2023      | Mejor película                                   | Past Lives                                                        | Subcampeona | [ 30 ] |
| Hollywood Critics Association Midseason Film Awards      | 30 de junio de 2023      | Mejor película independiente                     | Past Lives                                                        | Ganadora    | [ 30 ] |
| Hollywood Critics Association Midseason Film Awards      | 30 de junio de 2023      | Mejor director                                   | Celine Song                                                       | Subcampeón  | [ 30 ] |
| Hollywood Critics Association Midseason Film Awards      | 30 de junio de 2023      | Mejor actor                                      | Teo Yoo                                                           | Subcampeón  | [ 30 ] |
| Hollywood Critics Association Midseason Film Awards      | 30 de junio de 2023      | Mejor actriz                                     | Greta Lee                                                         | Ganadora    | [ 30 ] |
| Hollywood Critics Association Midseason Film Awards      | 30 de junio de 2023      | Mejor actor de reparto                           | John Magaro                                                       | Nominado    | [ 30 ] |
| Hollywood Critics Association Midseason Film Awards      | 30 de junio de 2023      | Mejor guion                                      | Celine Song                                                       | Ganadora    | [ 30 ] |
| Premios de Música de Hollywood de Medios de Comunicación | 15 de noviembre de 2023  | Mejor canción original - película independiente  | Sharon Van Etten y Zach Dawes ("Quiet Eyes")                      | Nominados   |        |
| Premios Independent Spirit                               | 25 de febrero de 2024    | Mejor película                                   | David Hinojosa, Pamela Koffler, Christine Vachon                  | Pendiente   | [ 31 ] |
| Premios Independent Spirit                               | 25 de febrero de 2024    | Mejor director                                   | Celine Song                                                       | Pendiente   | [ 31 ] |
| Premios Independent Spirit                               | 25 de febrero de 2024    | Mejor interpretación principal                   | Greta Lee                                                         | Pendiente   | [ 31 ] |
| Premios Independent Spirit                               | 25 de febrero de 2024    | Mejor interpretación principal                   | Teo Yoo                                                           | Pendiente   | [ 31 ] |
| Premios Independent Spirit                               | 25 de febrero de 2024    | Mejor guion                                      | Celine Song                                                       | Pendiente   | [ 31 ] |
| Festival de Cine de Jerusalén                            | 23 de julio de 2023      | Mejor Debut Internacional                        | Past Lives                                                        | Nominada    | [ 32 ] |
| Asociación de Críticos de Cine de Los Ángeles            | 10 de diciembre de 2023  | Premio New Generation                            | Celine Song                                                       | Ganadora    | [ 33 ] |
| Manaki Brothers Film Festival                            | 29 de septiembre de 2023 | Golden Camera 300                                | Shabier Kirchner                                                  | Nominada    | [ 34 ] |
| Middleburg Film Festival                                 | 22 de octubre de 2023    | Premio al cineasta revelación del MFF            | Celine Song                                                       | Ganadora    | [ 35 ] |
| Miskolc International Film Festival                      | 9 de septiembre de 2023  | Premio Emeric Pressburger a la mejor ópera prima | Past Lives                                                        | Nominada    | [ 36 ] |
| National Board of Review                                 | 6 de diciembre de 2023   | Top 10 Películas                                 | Past Lives                                                        | Ganadora    | [ 37 ] |
| National Board of Review                                 | 6 de diciembre de 2023   | Mejor ópera prima                                | Celine Song                                                       | Ganadora    | [ 37 ] |
| New York Film Critics Circle Awards                      | 30 de noviembre de 2023  | Mejor ópera prima                                | Past Lives                                                        | Ganadora    | [ 38 ] |
| Festival Internacional de Cine de Santa Bárbara          | 10 de febrero de 2024    | Premio Virtuoso                                  | Greta Lee                                                         | Ganadora    | [ 39 ] |
| Asociación de Críticos de Cine de San Luis               | 17 de diciembre de 2023  | Mejor película                                   | Past Lives                                                        | Nominada    | [ 40 ] |
| Asociación de Críticos de Cine de San Luis               | 17 de diciembre de 2023  | Mejor director                                   | Celine Song                                                       | Nominada    | [ 40 ] |
| Asociación de Críticos de Cine de San Luis               | 17 de diciembre de 2023  | Mejor actriz                                     | Greta Lee                                                         | Nominada    | [ 40 ] |
| Asociación de Críticos de Cine de San Luis               | 17 de diciembre de 2023  | Mejor guion original                             | Celine Song                                                       | Nominada    | [ 40 ] |
| Festival de Cine de Sídney                               | 18 de junio de 2023      | Mejor película                                   | Past Lives                                                        | Nominada    |        |
| Asociación de Críticos de Cine de Washington D. C.       | 10 de diciembre de 2023  | Mejor película                                   | Past Lives                                                        | Nominada    | [ 41 ] |
| Asociación de Críticos de Cine de Washington D. C.       | 10 de diciembre de 2023  | Mejor director                                   | Celine Song                                                       | Nominada    | [ 41 ] |
| Asociación de Críticos de Cine de Washington D. C.       | 10 de diciembre de 2023  | Mejor actriz                                     | Greta Lee                                                         | Nominada    | [ 41 ] |
| Asociación de Críticos de Cine de Washington D. C.       | 10 de diciembre de 2023  | Mejor guion original                             | Celine Song                                                       | Ganadora    | [ 41 ] |